# 美花石斛
美花石斛（学名：Dendrobium loddigesii）为兰科石斛属下的一个种。

## 外部連結
- 美花石斛 Meihuashihu （页面存档备份，存于） 藥用植物圖像數據庫 (香港浸會大學中醫藥學院) （繁體中文）（英文）

## 扩展阅读
- 維基物種上的相關：美花石斛